# Brónnitsa
Brónnitsa (en rus: Бронница) és un poble de l'óblast de Nóvgorod, a Rússia, segons el cens del 2010 tenia 2.627 habitants.